# دمپایی لاانگشتی

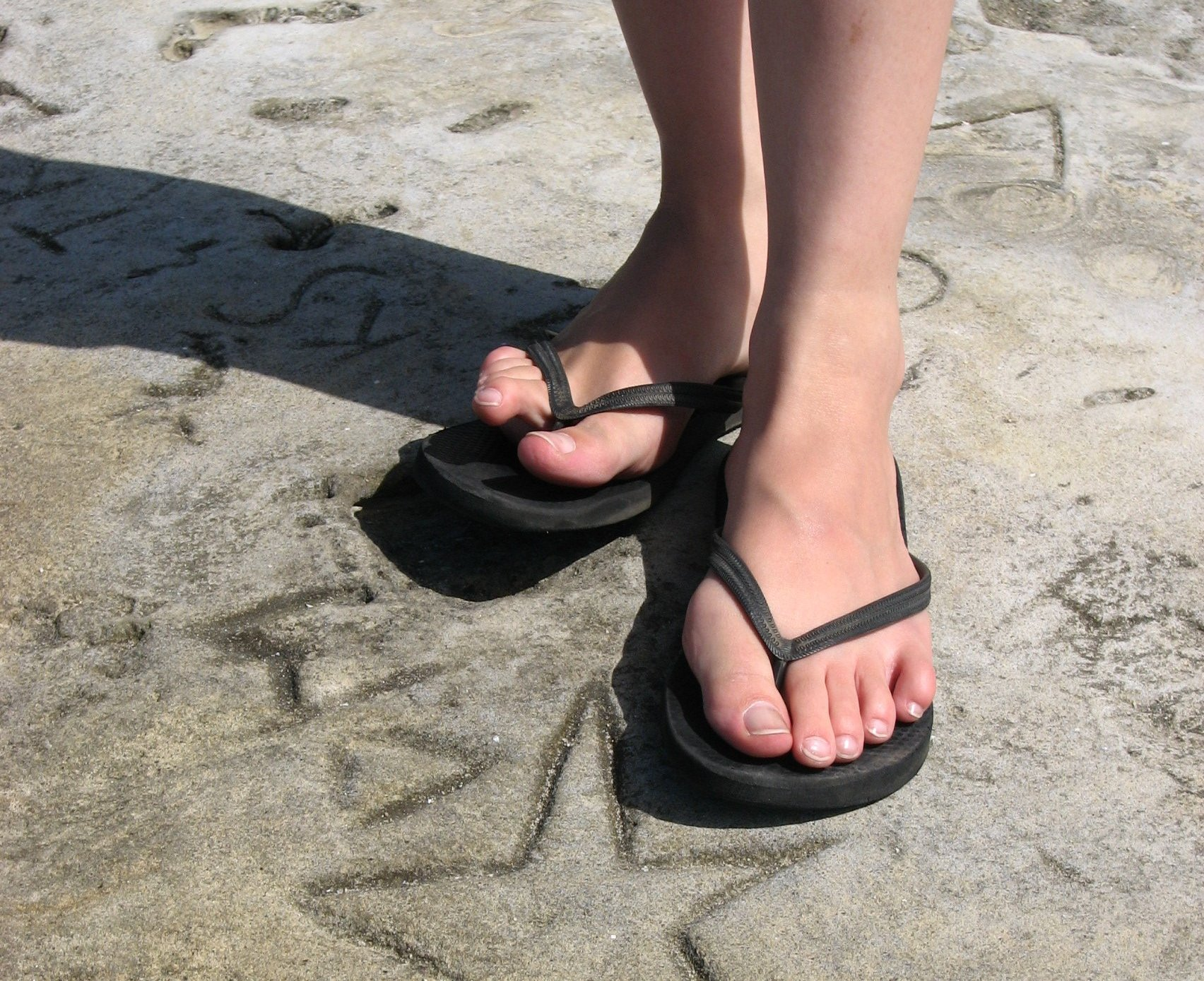
نمونه‌ای از دمپایی لاانگشتی

دمپایی لاانگشتی گونه‌ای صندل نرم، سبک و روباز است که بیشتر با بندی که در میان دو انگشت پا قرار می‌گیرد پوشیده می‌شود.
به‌طور سنتی، این دمپایی در کشور ژاپن پوشیده شده که پس از آن در کشورهای نیوزیلند و ایالات متحدهٔ آمریکا نیز مورد توجه قرار گرفته‌است. واپسین طرح در دههٔ ۱۹۵۰ اختراع و در سال ۱۹۵۷ ثبت شده‌است.
دمپایی لاانگشتی مخصوص سواحل دریا یا مناطق باز است و محبوبیتی فراوان در بین مردم کشورهای مختلف از جمله پاکستان، هند، آفریقای جنوبی، ایالات متحده آمریکا، استرالیا، نیوزیلند، برزیل و پاناما به‌دست آورده‌است.